# Heinrich Graser
Heinrich Alfred Graser (* 9. Juni 1887 in Waldshut; † 14. Mai 1957 in Lörrach) war ein deutscher Jurist und von 1927 bis 1933 Oberbürgermeister von Lörrach und von 1948 bis 1955 Landrat des Landkreises Lörrach.

## Leben
Graser machte 1913 sein Staatsexamen und arbeitete als promovierter Jurist zunächst als Gerichtsassessor bei den Amtsgerichten in Neckarbischofsheim, Durlach und Karlsruhe, sowie der Stadtverwaltung Konstanz. Er nahm von 1914 bis 1918 am Ersten Weltkrieg als Soldat teil und war nach seiner Rückkehr ab Dezember 1919 bei der Staatsanwaltschaft Lörrach. 1921 wurde er Rechtsrat in der Stadtverwaltung Lörrach und war für das Fürsorgewesen, den Wohnungsbau, das Gemeindegericht und die Polizei verantwortlich. Am 23. Mai 1923 wurde er zum zweiten Bürgermeister von Lörrach gewählt und 1927 zum Nachfolger von Erwin Gugelmeier als Oberbürgermeister. Während seiner Amtszeit wurde das Schulhaus der Fridolinschule in Stetten neu gebaut, das Wasserwerk ausgebaut, das Heimatmuseum eröffnet und er versuchte die wirtschaftliche Not durch die Inflation zu lindern. Am 29. Juni 1933 wurde er im Zuge der nationalsozialistischen „Machtergreifung“ aus dem Amt entlassen und nahm am Zweiten Weltkrieg als Offizier teil. Nach dem Krieg war Graser zunächst Syndikus der Kraftübertragungswerke Rheinfelden und von 1948 bis 1955 Landrat des Landkreises Lörrach.